# Fever to Tell
Fever to Tell è il primo album degli Yeah Yeah Yeahs, pubblicato nel 2003 per la Interscope.

## Il disco
Prodotto da David Andrew Sitek (TV on the Radio) e mixato da Alan Moulder, Fever to Tell è stato nominato ai Grammy Awards nella categoria Best Alternative Album e il video Maps ha ricevuto nomination agli MTV Video Music Awards nel 2004.
Il New York Times ha scelto Fever to Tell come album dell'anno.
Per quanto riguarda le vendite, ha raggiunto la posizione #55 della Billboard 200 e la #13 della Official Albums Chart.
NME ha inserito il disco al quinto posto tra gli album migliori del decennio 2000-2009.
Inoltre il disco è stato inserito nel libro 1001 Albums You Must Hear Before You Die ("1001 album da sentire prima di morire").

## Tracce
1. Rich – 3:36
2. Date with the Night – 2:35
3. Man – 1:49
4. Tick – 1:49
5. Black Tongue – 2:59
6. Pin – 1:59
7. Cold Light – 2:16
8. No No No – 5:14
9. Maps – 3:39
10. Y Control – 4:00
11. Modern Romance – 7:28
12. Yeah! New York – 2:05

## Formazione
Gruppo
- Karen O - voce
- Nick Zinner - chitarra, altri strumenti
- Brian Chase - batteria, percussioni

Produzione e tecnici
- David Andrew Sitek, Yeah Yeah Yeahs - produzione
- Chris Coady - post-produzione
- Roger Lian - editing
- Alan Moulder, David Andrew Sitek - missaggio
- Rick Levy - assistenza tecnica
- Howie Weinberg - masterizzazione
- Cody Critcheloe - artwork